# Elly Wright
Elly Wright (eigentlich Petronella Vasicek, * 6. November 1940 in Wien) ist eine österreichische Jazzsängerin und Musikpädagogin.

## Leben
Elly Wright begann ihre Karriere als Sängerin und Tänzerin; in den 1960er Jahren lebte sie in den Südstaaten der USA, anschließend in Hamburg und Berlin, immer mit Aufenthalten in Wien. In Berlin hatte sie klassischen Gesangsunterricht bei Hope Foy und besuchte Jazzkurse an der Berklee School of Music in Boston. 1975 heiratete sie den Saxophonisten Leo Wright, mit dem sie die Formation Leo Wright & Friends, u. a. mit Rolf Ericson, Aladár Pege, bildete. 1978 tourten die Wrights mit Etta Cameron, Rudolf Dašek ostdeutschen Musikern um Wolfram Dix, Hannes Zerbe und Joe Sachse durch die damalige DDR.
Im Jahr 1981 kehrte sie nach Wien zurück und arbeitete dort zunächst mit der Gruppe Mexas und mit Frank Mantooth, in Deutschland mit Larry Porter, Lee Harper und Paul Grabowsky. 1985 nahm sie – begleitet vom Albert Mair Trio – ihr Debütalbum Lady Champagne auf. Daneben unterrichtete sie Jazzgesang am Wiener Franz Schubert Konservatorium und in verschiedenen Workshops. Mit der Formation The Wright Singers, den ehemaligen Gesangsschülerinnen Inge Pischinger und Annemarie Höller, entstand 1996 das Live-Album A Rainbow 'Round Your Soul, mitgeschnitten im Jazzland Wien. 2002 erhielt sie die Ehrenmedaille der Bundeshauptstadt Wien.
Gemeinsam mit Harald Huber und Kolleginnen ist Elly Wright kairotisch im Café Korb zu hören.

## Diskographie
- A World of my Own (1994), mit Rolf Ericson, Rudi Wilfer, Merrill Hoover, Erwin Schmidt, Christian Havel, Joschi Schneeberger, Ed Thigpen
- Reflections (Wright Record, 2002) mit Allen Smith, Erwin Schmidt, Joschi Schneeberger, Walther Großrubatscher
- The Girl from Vienna City (Groove Records, 2006), mit Erwin Schmidt, Joschi Schneeberger, Andy Weiss
- Nostalgically Yours – Two of a Kind (2011) mit Carole Alston, Erwin Schmidt, Christian Havel, Joschi Schneeberger, Andy Weiss

## Schriften
- Elly Wright – Swing Lady Swing, Die Geschichte von Elly und Leo Wright. Autobiographie. Eigenverlag, Wien 2017, ISBN 978-3-200-05367-0.